# Dan Steele
Dan Steele (n. 20 martie 1969, Moline⁠(d), Illinois, SUA) este un bober ce a reprezentat Statele Unite ale Americii, medaliat olimpic. A participat la o ediție a Jocurilor Olimpice (2002) în care a câștigat o medalie de bronz. A fost și decatlonist, obținând locul 8 la Campionatul Mondial de Atletism din 1999.

## Participări
Lista de mai jos prezintă principalele competiții la care a participat Dan Steele de-a lungul carierei.
- bobsleigh at the 2002 Winter Olympics[*]